# Narcis (Caravaggio)
Narcis (talijanski: Narciso) je ulje na platnu talijanskog baroknog slikara Caravaggia, naslikana između 1597. i 1599. godine. Trenutno se čuva u muzeju Galleria Nazionale d'Arte Antica u Rimu.

## Povijest
Slika je originalno pripisana Caravaggiou 1916. godine, a prepisao mu je Roberto Longhi. Ovo je jedna od dvije Caravaggiove slike koje su bazirane na klasičnoj mitologiji. Priča je o Narcisu, zgodnom mladiću koji se zaljubi u vlastiti odraz, koju je napisao Ovidije za svoju knjigu Metamorfoze. U nemogućnosti da zavede sam sebe, uzeo je svoj mač pa se potom ubio od tuge.
Ovidijev Narcis je bio česta tema u literaturi; za primjer Dante Alighieri (Božanstvena komedija 3.18-19) i Francesco Petrarca (Kanconijer 45-46). Priča je također bila znana u krugu sakupljača, Francesca Barberinia te bankara Vincenza Giustiniania. Caravaggiov prijatelj, Giambattista Marino, napisao je opis teme.
Priča o Narcisu nadahnula je mnogo slikara (kao na primjer Giustiniania i Del Montea), razlog je objasnio renesansni teoretičar Leon Battista Alberti: "izumitelj slike je ... bio Narcis... Što je slika nego čin prihvaćanja umjetnosti?"
Caravaggio je odjenuo Narcisa u brokatni dublet te ga naslonio objema rukama na vodu, dok mu je pogled u odrazu zamućen. Slika zapravo prenosi osjećaj tuge: figura Narcisa je zaključana u krugu sa svojim odrazom, okružen tamom, tako da je jedina stvarnost ustvari unutar vlastite petlje. Kritičar 16. stoljeća Tommaso Stigliani objasnio je mit slika Narcisa, rekao je da "očito demonstrira nesretan kraj ljudi koji vole svoje stvari previše"